# Las Palmas (provins)
Las Palmas er en spansk provins som består af den østlige del af den autonome enhed De Kanariske Øer. Provinsen består af omtrent halvdelen af øgruppen, med hovedøerne Gran Canaria, Fuerteventura og Lanzarote.
Provinshovedstaden er byen Las Palmas på øen Gran Canaria. Las Palmas er også en af de to hovedsteder i den autonome enhed. Omkring 38,5 % af provinsens befolkning på lidt over en million (2008) bor i hovedstaden. Der er 34 kommuner i provinsen.
Den anden halvdel af de Kanariske Øer er provinsen Santa Cruz de Tenerife.
28°20′N 14°20′V / 28.33°N 14.33°V